# Command & Conquer 3: Tiberium Wars
Command & Conquer 3: Tiberium Wars är uppföljaren till Command & Conquer: Tiberian Sun. Spelet utvecklades av Electronic Arts och släpptes 29 mars 2007 i Sverige. I detta spel pågår som vanligt i Command & Conquer-serien ett krig mellan fraktionerna Global Defense Initiative och Brotherhood of Nod, men i denna del i serien tillkommer en ny utomjordisk faktion vid namn Scrin.
Spelet har fått expansionspaketet Kane's Wrath.

## Handling
| Mottagande      | Mottagande      |
| Recensionsbetyg | Recensionsbetyg |
| Publikation     | Betyg           |
| --------------- | --------------- |
| 1UP.com         | A               |
| Eurogamer       | 8/10            |
| Game Informer   | 8.5/10          |
| Gamespot        | 9/10            |
| IGN             | 8.5/10          |

Spelet utspelar sig cirka 17 år efter Tiberian Sun (2047) och jorden har delats in i tre zoner:
- Röd: Här har tiberium spridits så mycket att inget kan leva. Nästan en tredjedel av ytan täcks av röda zoner
- Gul: Dessa zoner är präglade av krig och social misär och är även tillhåll för Brotherhood of Nod. Här bor de flesta trots tiberiumspridningen. Hälften av jordens yta är gula zoner.
- Blå: "Civilisationens sista tillflykt", har inte drabbats av tiberium och krig och är under GDI:s beskydd. bara en femtedel av ytan är blåa zoner.

Efter ett långt uppehåll i striderna mellan GDI och Nod så vänder sig GDI mot jordens klimatproblem som tiberium orsakat. GDI:s makthavare samlas på rymdstationen Philadelphia för att diskutera framtiden. Nod passar nu på att slå ut GDI:s missilsystem som möjliggör en kärnvapenattack mot rymdstationen. Alla ombord på stationen dör och GDI:s kontroll över sina jonkanoner, kraftfulla satelliter med omloppsbana runt jorden, bryts. Nod startar nu en full invasion av de flesta blå zoner. GDI är nära på att gå under men spelaren lyckas vända kriget och gå på offensiven. När GDI:s seger ser ut att vara total så anländer det helt utan förvarning ett antal rymdfarkoster mot jorden. Utan att först kontrollera avsikten så beskjuter GDI dessa farkoster med flera av sina jonkanoner, utan märkbar effekt. Den utomjordiska rasen, kallad Scrin, landar i de röda zonerna och börjar genast invadera både blå och gula zoner runt om i världen. I hemlighet börjar Scrin att bygga flera massiva torn i de röda zonerna, som tydligen är kapabla att transportera saker till andra ställen i galaxen. GDI antar det värsta och börjar förstöra tornen runt om i världen, medan Nod kämpar för att få kontroll över ett av dem. Scrin besegras till slut och alla torn utom ett förstörs; Nod har utan GDI:s vetskap kontrollen över det.

## GDI

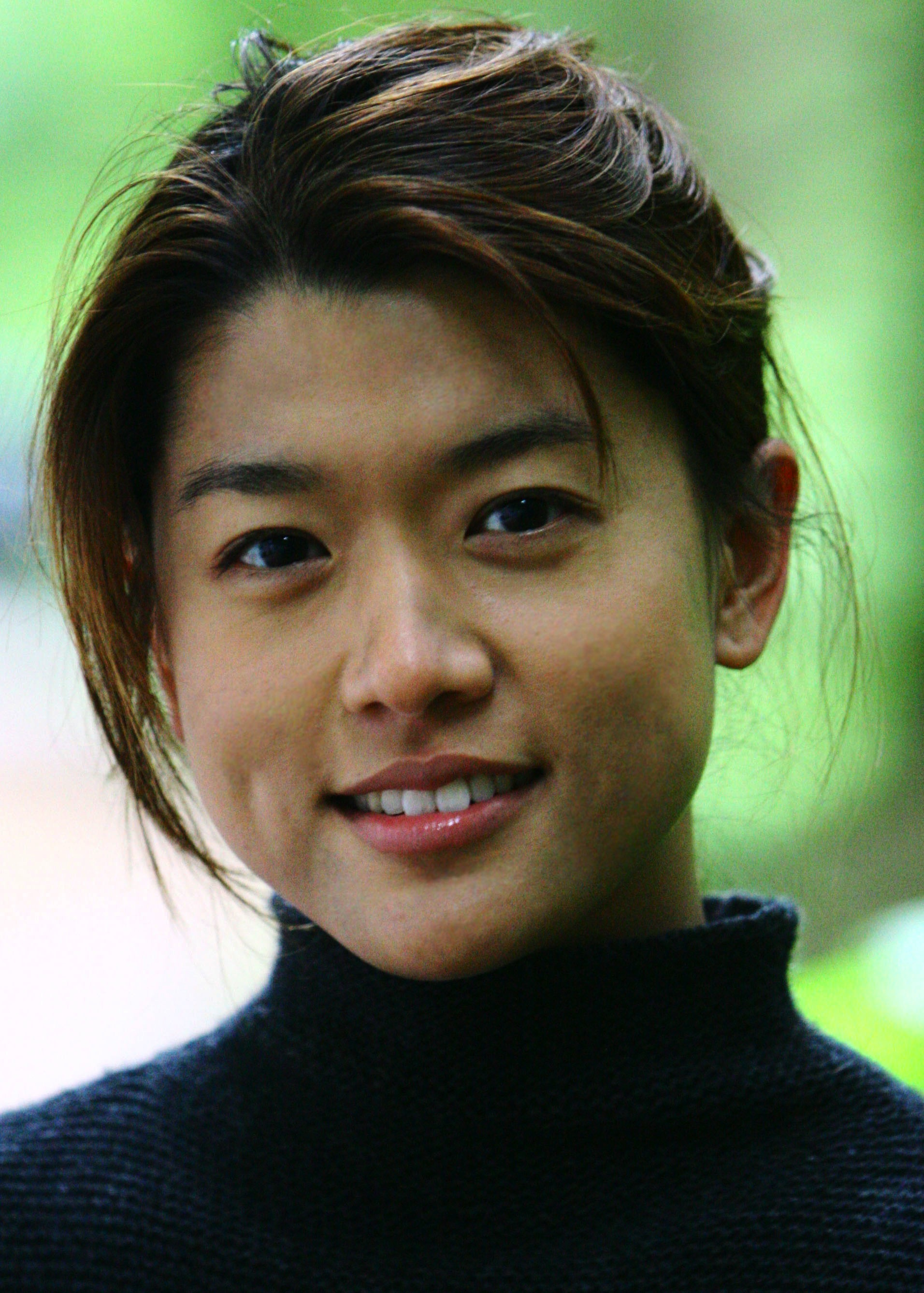
Grace Park spelar GDI-soldaten Sandra Telfair.

GDI-styrkorna har tagit på sig uppdraget att bekämpa terrorism och motverka spridningen av tiberium. Nod har varit en stor motståndare som menar att tiberium är mänsklighetens framtid.

## Rollbesättning
- Joseph Kucan - Kane
- Josh Holloway - Nod intelligence officer Ajay.
- Tricia Helfer - Nod General Kilian Qatar
- Michael Ironside - Global Defense Initiatives General Jack Granger
- Billy Dee Williams - GDI Director Redmond Boyle
- Grace Park - GDI Lt. Sandra Telfair
- Jennifer Morrison - GDI Lt. Kirce James.

## Övrigt
Spelet offentliggjordes 20 april 2006, kort efter att Command & Conquer: The First Decade hade släppts.

## Roman
Command & Conquer: Tiberium Wars är en roman, skriven av Keith R. A. DeCandido, som beskriver spelets händelser. Figurerna i boken är från både GDI och Nod, men huvudpersonen är GDI-soldaten Ricardo Vega.

## Kane's Wrath
Command & Conquer 3: Kane's Wrath är en expansion till Tiberium Wars som släpptes den 28 mars 2008 till PC, och släpptes även till Xbox 360 under sommaren 2008. I expansionen får man följa historien efter Firestorm fram till Tiberium Wars, samt några år därefter.